# Berndt Lindholm

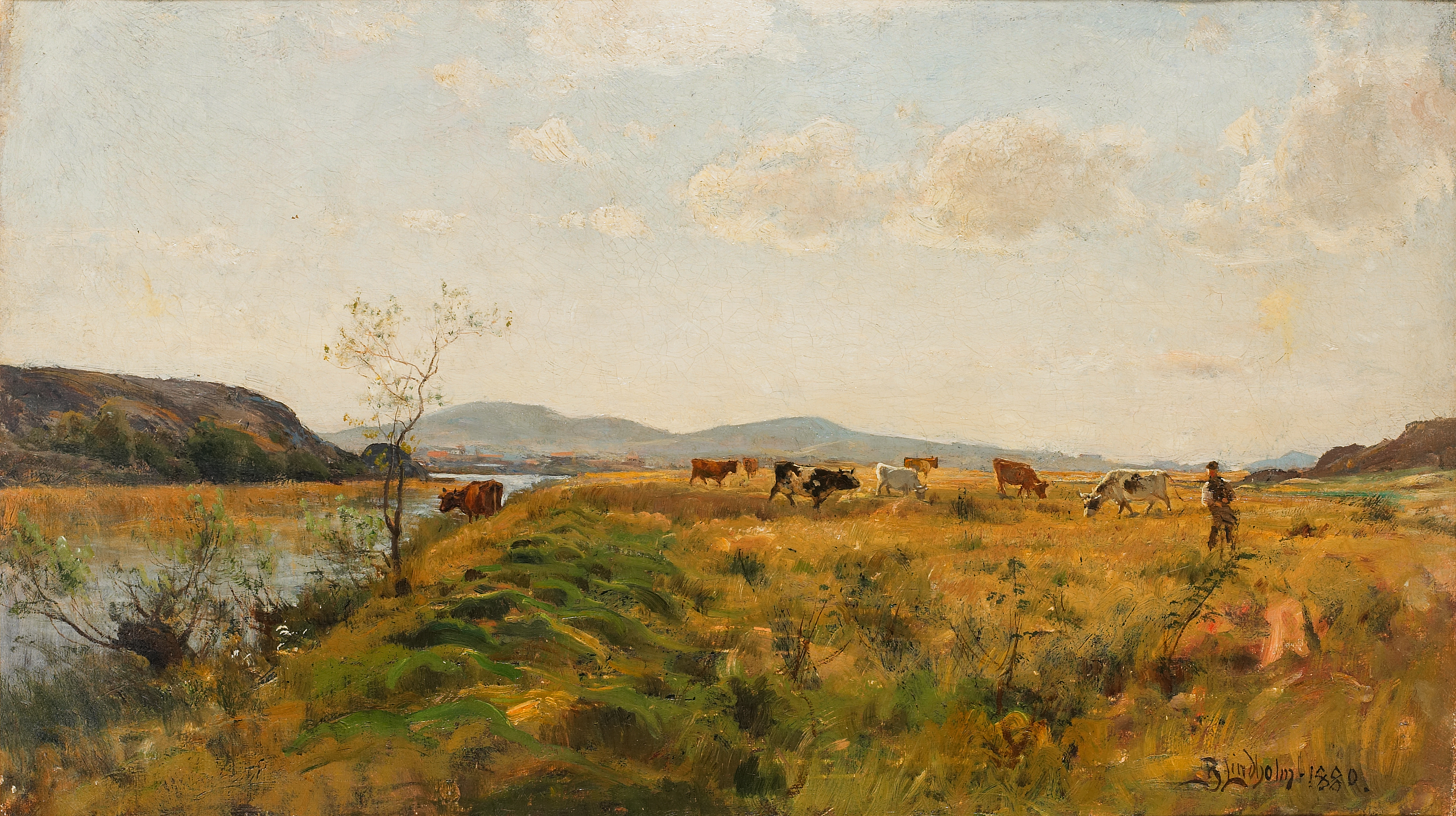
Kor på bete (1880)

Berndt Adolf Lindholm, född 20 augusti 1841 i Lovisa, död 15 maj 1914 i Göteborg, var en finlandssvensk konstnär. Han var född i Finland men blev senare svensk medborgare. 
Bendt Lindholm var elev på konstskolan i Åbo och studerade därefter i Düsseldorf 1863–1864. År 1865 kom han till Karlsruhe och 1867 till Paris, där han tog starka intryck av det nya franska måleriet. Han var den förste finländare som slöt sig till det franska landskapsmåleriet och tillämpade det på nordisk natur. Återkommen till Helsingfors var han en kortare tid lärare vid Finska Konstföreningens ritskola, med bl.a. den unga Albert Edelfelt som en av sina elever.
Lindholm var från 1876 bosatt i Göteborg, där han var intendent vid Göteborgs museums konstavdelning 1877–1906 och lärare på Valand.
Han har målat ett stort antal landskap från både Finland och Sverige. Även fjällmotiv från Norge och marinmålningar. 1877 erhöll han finska statens stora pris för landskapsmålning. Han representerade friluftsrealism med vyer av skog, skördefolk, men skildringar av bohuslänskt kustlandskap var hans främsta motiv under senare år. Han har även skildrat finska motiv. 
Lindholm är representerad i Åbo konstmuseum, Åbo Akademi, Nationalmuseum, Vänersborgs museum och Göteborgs konstmuseum. Han är begravd på Östra kyrkogården i Göteborg.